# برگداروتس
برگداروتس (به مجاری:  Beregdaróc) یک منطقهٔ مسکونی در مجارستان است که در ناحیه واشاروشنامنی واقع شده‌است. برگداروتس ۲۳٫۸۲ کیلومتر مربع مساحت و ۸۵۵ نفر جمعیت دارد.